# 大城ジョエル・ディック
大城ジョエル・ディック（おおしろ ジョエル ディック、Oshiro Joel Dyck、1971年7月28日 - ）は、カナダ連邦アルバータ州レスブリッジ出身の元アイスホッケー選手。ポジションはDF。日系カナダ人で現在は日本国籍。ハンドはライト。

## 概要
マウントロイヤル大学からNHL下部リーグでプレーし、1994年に来日し、日本製紙クレインズに入団。1995年に日本リーグが日系人プレイヤーを解禁すると、主力として活躍する。
2000年9月、日本国籍取得。「ジョエル・ディック」から「大城ジョエル・ディック」に改名する。